# Дрезденский алтарь
«Дрезденский алтарь» — алтарный образ (центральная панель 117×96,5 см, боковые панели — 114×45 см каждая) Альбрехта Дюрера, датируемый 1496—1497 годами (возможно, дорабатывался в 1503—1504). В настоящее время находится в Дрезденской картинной галерее.

## История
Эта работа была одним из первых заказов, наряду с полиптихом «Семь скорбей», который выполнял Дюрер для саксонского курфюрста Фридриха III. Дюрер встретился с курфюрстом во время визита последнего в Нюрнберг в апреле 1496 года.
Алтарь предназначался для часовни замка Виттенберг, первоначально была выполнена лишь центральная его часть с изображением Девы Марии с младенцем. Выбор техники темперной живописи (в то время как в этом регионе уже широко была распространена масляная), вероятно, связан с желанием ускорить выполнение работы. В 1503—1504 годах, возможно, в связи с эпидемией чумы, к алтарю были добавлены две боковые панели с изображениями Святого Себастьяна и Святого Антония, покровителя больных «антониевым огнём». Авторство боковых панелей — предмет многочисленных споров, предполагается, что они выполнены учениками Дюрера, либо нидерландскими художниками, либо Кранахом, который в то время жил в Виттенберге.

## Композиция
Триптих, вопреки традиции, не предназначен для складывания, оборотные стороны его крыльев не расписаны.
На центральной части представлена Дева Мария, склонившаяся над спящим Иисусом. Рядом с младенцем, лежащим на подушке на широком подоконнике, изображены книга, символ Священного Писания, и груша — первородного греха. Облик Марии отсылает к произведениям Дирка Баутса, резкая скульптурная моделировка которого перекликается с манерой Скварчоне и Мантеньи. Считается, что Марию художник писал со своей жены Агнес Фрей. На заднем плане видна мастерская Святого Иосифа, глубину помещения Дюрер показывает строго в соответствии с законами линейной перспективы. Колорит картины весьма сдержан. Два ангела поддерживают над головой Девы богато украшенный венец, остальные заняты уборкой комнаты.